# Пахомов, Даниил Евгеньевич
Даниил Евгеньевич Пахомов (род. 4 июня 2003, Краснодар) — российский футболист, защитник клуба «Челябинск».

## Карьера

### «Коломна»
В августе 2020 года футболист присоединился к клубу «Коломна». Дебютировал за клуб футболист 5 августа 2020 года в матче Кубка России против раменского «Сатурна», выйдя на поле на 87 минуте. Дебютный матч в чемпионате футболист сыграл 15 августа 2020 года против клуба «Муром», выйдя на замену в начале второго тайма. По итогу своего дебютного сезона футболист вместе с клубом закончил чемпионат на итоговом предпоследнем месте. В следующем сезоне футболист продолжил выступать за клуб, который покинул в начале 2022 года.

### «Кайрат» Москва
В апреле 2022 года футболист на правах свободного агента присоединился к московскому «Кайрату». Дебютировал за клуб футболист 16 апреля 2022 года в матче против клуба «Муром», выйдя на замену на 89 минуте. На протяжении сезона футболист так и не смог закрепиться в основной команде московского клуба, за который провёл всего лишь 3 матча в рамках чемпионата, результативными действиями не отличившись. По окончании сезона футболист покинул клуб, который впоследствии был расформирован.

### «Белшина»
В июле 2023 года футболист перешёл в белорусский клуб «Белшина», подписав контракт до конца сезона. Дебютировал за клуб футболист 5 ноября 2023 года в матче против «Энергетика-БГУ», выйдя на замену на 84 минуте. На протяжении сезона футболист оставался игроком скамейки запасных, больше за основную команду не проведя ни матча, также привлекаясь к дублирующему составу бобруйского клуба, результативными действиями не отличившись.  По итогу сезона футболист вместе с клубом завершил чемпионат на последнем итоговом месте и вылетел в Первую лигу. По окончании сезона футболист покинул белорусский клуб.

### «Орша»
В феврале 2024 года футболист присоединился к белорусскому клубу «Орша», подписав однолетний контракт. Дебютировал за клуб футболист 6 апреля 2024 года в матче против жодинского клуба «Торпедо-БелАЗ-2», выйдя на поле в стартовом составе.

### «Челябинск»
15 июля 2024 года стал игроком клуба «Челябинск».